# Associazione Sportiva Volley Lube w sezonie 2018/2019

## Transfery[1]
| Przychodzą | Odchodzą |
| --- | --- |
| - Joandry Leal Hidalgo (Sada Cruzeiro Vôlei) - Bruno Rezende (Azimut Leo Shoes Modena) - Roberlandy Simón Aties (Sada Cruzeiro Vôlei) - Brenden Sander (Brigham Young University) - Stijn D’Hulst (SWD powervolleys Düren) - Jacopo Massari (Tonno Callipo Calabria Vibo Valentia) - Fabio Balaso (Kioene Padwa) - Enrico Diamantini (Consar Rawenna) - Diego Cantagalli (Club Italia) | - Micah Christenson (Azimut Leo Shoes Modena) - Taylor Sander (Sada Cruzeiro Vôlei) - Jenia Grebennikov (Itas Trentino) - Tsimafei Zhukouski (Tonno Callipo Calabria Vibo Valentia) - Davide Candellaro (Itas Trentino) - Alberto Casadei (Volley Forlì) - Sebastiano Milan (Kioene Padwa) |
| w trakcie sezonu | |
| - Ferdinando De Giorgi (I trener) (Jastrzębski Węgiel) | - Giampaolo Medei (I trener) (szuka klubu) |

## Kadra

### Sezon2018/2019[2]
- Pierwszy trener:  Giampaolo Medei (do 10.12.2018)/ Ferdinando De Giorgi (od 13.12.2018)
- Asystent trenera:  Marco Camperi
- Prezes:  Simona Sileoni
- Fizjoterapeuci: Marco Frontaloni, Tommaso Pagnanelli
- Trener przygotowania fizycznego: Massimo Merazzi
- Statystycy: Enrico Massaccesi, Alessandro Zarroli
- Menedżer drużyny: Giuseppe Cormio

| Nr | Imię i nazwisko        | Data urodzenia            | Wzrost | Pozycja      |
| -- | ---------------------- | ------------------------- | ------ | ------------ |
| 1  | Cwetan Sokołow         | 31 grudnia 1989(dts)      | 205    | atakujący    |
| 2  | Jiří Kovář             | 10 kwietnia 1989(dts)     | 202    | przyjmujący  |
| 3  | Stijn D’Hulst          | 24 kwietnia 1991(dts)     | 187    | rozgrywający |
| 4  | Andrea Marchisio       | 6 listopada 1990(dts)     | 186    | libero       |
| 5  | Osmany Juantorena      | 12 sierpnia 1985(dts)     | 200    | przyjmujący  |
| 6  | Jacopo Massari         | 2 czerwca 1988(dts)       | 185    | przyjmujący  |
| 7  | Dragan Stanković       | 18 października 1985(dts) | 205    | środkowy     |
| 8  | Enrico Diamantini      | 4 kwietnia 1993(dts)      | 204    | środkowy     |
| 9  | Joandry Leal           | 31 sierpnia 1988(dts)     | 201    | przyjmujący  |
| 10 | Brenden Sander         | 22 grudnia 1995(dts)      | 193    | przyjmujący  |
| 11 | Diego Cantagalli       | 13 lutego 1999(dts)       | 201    | atakujący    |
| 12 | Enrico Cester          | 16 marca 1988(dts)        | 204    | środkowy     |
| 13 | Roberlandy Simón Aties | 11 czerwca 1987(dts)      | 206    | środkowy     |
| 14 | Bruno Rezende          | 2 lipca 1986(dts)         | 190    | rozgrywający |
| 17 | Fabio Balaso           | 20 października 1995(dts) | 178    | libero       |

## Rozgrywki

### Serie A

#### Tabela wyników
| Gospodarz \ Gość1                       | PER | LUB | MOD | TRE | WER | MIL | RAW | PAD | MON | LAT | CAL | SOR | CGR | SIE |
| --------------------------------------- | --- | --- | --- | --- | --- | --- | --- | --- | --- | --- | --- | --- | --- | --- |
| Sir Safety Conad Perugia                | -   | 3:1 | -   | -   | -   | -   | -   | -   | -   | -   | -   | -   | -   | -   |
| Cucine Lube Civitanova                  | 0:3 | -   | 3:0 | 3:2 | 3:2 | 3:1 | 3:0 | 3:0 | 3:0 | 3:0 | 3:0 | 3:0 | 3:1 | 3:1 |
| Azimut Leo Shoes Modena                 | -   | 2:3 | -   | -   | -   | -   | -   | -   | -   | -   | -   | -   | -   | -   |
| Itas Trentino                           | -   | 1:3 | -   | -   | -   | -   | -   | -   | -   | -   | -   | -   | -   | -   |
| Calzedonia Werona                       | -   | 1:3 | -   | -   | -   | -   | -   | -   | -   | -   | -   | -   | -   | -   |
| Revivre Axopower Milano                 | -   | 3:0 | -   | -   | -   | -   | -   | -   | -   | -   | -   | -   | -   | -   |
| Consar Rawenna                          | -   | 0:3 | -   | -   | -   | -   | -   | -   | -   | -   | -   | -   | -   | -   |
| Kioene Padwa                            | -   | 0:3 | -   | -   | -   | -   | -   | -   | -   | -   | -   | -   | -   | -   |
| Vero Volley Monza                       | -   | 2:3 | -   | -   | -   | -   | -   | -   | -   | -   | -   | -   | -   | -   |
| Top Volley Latina                       | -   | 0:3 | -   | -   | -   | -   | -   | -   | -   | -   | -   | -   | -   | -   |
| Tonno Callipo Calabria Vibo Valentia    | -   | 0:3 | -   | -   | -   | -   | -   | -   | -   | -   | -   | -   | -   | -   |
| Globo Banca Popolare del Frusinate Sora | -   | 0:3 | -   | -   | -   | -   | -   | -   | -   | -   | -   | -   | -   | -   |
| BCC Castellana Grotte                   | -   | 0:3 | -   | -   | -   | -   | -   | -   | -   | -   | -   | -   | -   | -   |
| Emma Villas Siena                       | -   | 1:3 | -   | -   | -   | -   | -   | -   | -   | -   | -   | -   | -   | -   |

Źródło:  (wł.)
1 Drużyna gospodarzy jest wymieniona po lewej stronie tabeli.
Kolory:
  zwycięstwo gospodarzy 3:0 lub 3:1
  zwycięstwo gospodarzy 3:2
  zwycięstwo gości 3:0 lub 3:1
  zwycięstwo gości 3:2

#### Terminarz i wyniki
| Data       | Godz. | Gospodarz    | Rezultat                         | Gość                   | Widzów | MVP               |
| ---------- | ----- | ------------ | -------------------------------- | ---------------------- | ------ | ----------------- |
| 1. kolejka |       |              |                                  |                        |        |                   |
| 14.10.2018 | 18:00 | Kioene Padwa | 0:3 (21:25, 18:25, 14:25 Raport) | Cucine Lube Civitanova | 3495   | Osmany Juantorena |

| Data       | Godz. | Gospodarz              | Rezultat                         | Gość           | Widzów | MVP               |
| ---------- | ----- | ---------------------- | -------------------------------- | -------------- | ------ | ----------------- |
| 2. kolejka |       |                        |                                  |                |        |                   |
| 21.10.2018 | 18:00 | Cucine Lube Civitanova | 3:0 (25:19, 25:23, 25:18 Raport) | Consar Rawenna | 3047   | Osmany Juantorena |

| Data       | Godz. | Gospodarz         | Rezultat                                | Gość                   | Widzów | MVP           |
| ---------- | ----- | ----------------- | --------------------------------------- | ---------------------- | ------ | ------------- |
| 3. kolejka |       |                   |                                         |                        |        |               |
| 28.10.2018 | 18:00 | Calzedonia Werona | 1:3 (25:22, 21:25, 24:26, 19:25 Raport) | Cucine Lube Civitanova | 4012   | Stéphen Boyer |

| Data       | Godz. | Gospodarz              | Rezultat                         | Gość                     | Widzów | MVP           |
| ---------- | ----- | ---------------------- | -------------------------------- | ------------------------ | ------ | ------------- |
| 4. kolejka |       |                        |                                  |                          |        |               |
| 01.11.2018 | 16:00 | Cucine Lube Civitanova | 0:3 (22:25, 16:25, 18:25 Raport) | Sir Safety Conad Perugia | 4287   | Wilfredo León |

| Data       | Godz. | Gospodarz              | Rezultat                                       | Gość          | Widzów | MVP                  |
| ---------- | ----- | ---------------------- | ---------------------------------------------- | ------------- | ------ | -------------------- |
| 5. kolejka |       |                        |                                                |               |        |                      |
| 04.11.2018 | 18:15 | Cucine Lube Civitanova | 3:2 (22:25, 25:14, 22:25, 25:20, 15:13 Raport) | Itas Trentino | 3825   | Joandry Leal Hidalgo |

| Data       | Godz. | Gospodarz         | Rezultat                                       | Gość                   | Widzów | MVP               |
| ---------- | ----- | ----------------- | ---------------------------------------------- | ---------------------- | ------ | ----------------- |
| 6. kolejka |       |                   |                                                |                        |        |                   |
| 07.11.2018 | 20:30 | Vero Volley Monza | 2:3 (25:16, 21:25, 26:24, 16:25, 13:15 Raport) | Cucine Lube Civitanova | 1808   | Osmany Juantorena |

| Data       | Godz. | Gospodarz              | Rezultat                         | Gość                                    | Widzów | MVP           |
| ---------- | ----- | ---------------------- | -------------------------------- | --------------------------------------- | ------ | ------------- |
| 7. kolejka |       |                        |                                  |                                         |        |               |
| 11.11.2018 | 18:00 | Cucine Lube Civitanova | 3:0 (25:23, 25:19, 25:23 Raport) | Globo Banca Popolare del Frusinate Sora | 2722   | Bruno Rezende |

| Data       | Godz. | Gospodarz               | Rezultat                                      | Gość                   | Widzów | MVP            |
| ---------- | ----- | ----------------------- | --------------------------------------------- | ---------------------- | ------ | -------------- |
| 8. kolejka |       |                         |                                               |                        |        |                |
| 18.11.2018 | 18:00 | Azimut Leo Shoes Modena | 2:3 (25:21, 29:31, 20:25, 27:25, 9:15 Raport) | Cucine Lube Civitanova | 5128   | Cwetan Sokołow |

| Data       | Godz. | Gospodarz              | Rezultat                                | Gość              | Widzów | MVP               |
| ---------- | ----- | ---------------------- | --------------------------------------- | ----------------- | ------ | ----------------- |
| 9. kolejka |       |                        |                                         |                   |        |                   |
| 14.11.2018 | 20:30 | Cucine Lube Civitanova | 3:1 (32:30, 25:15, 20:25, 25:18 Raport) | Emma Villas Siena | 2896   | Osmany Juantorena |

| Data        | Godz. | Gospodarz              | Rezultat                         | Gość              | Widzów | MVP               |
| ----------- | ----- | ---------------------- | -------------------------------- | ----------------- | ------ | ----------------- |
| 10. kolejka |       |                        |                                  |                   |        |                   |
| 12.12.2018  | 20:30 | Cucine Lube Civitanova | 3:0 (25:23, 25:17, 25:18 Raport) | Top Volley Latina | 2302   | Osmany Juantorena |

| Data        | Godz. | Gospodarz               | Rezultat                         | Gość                   | Widzów | MVP          |
| ----------- | ----- | ----------------------- | -------------------------------- | ---------------------- | ------ | ------------ |
| 11. kolejka |       |                         |                                  |                        |        |              |
| 09.12.2018  | 18:00 | Revivre Axopower Milano | 3:0 (25:17, 25:22, 25:21 Raport) | Cucine Lube Civitanova | 2797   | Stephen Maar |

| Data        | Godz. | Gospodarz              | Rezultat                                | Gość                  | Widzów | MVP          |
| ----------- | ----- | ---------------------- | --------------------------------------- | --------------------- | ------ | ------------ |
| 12. kolejka |       |                        |                                         |                       |        |              |
| 15.12.2018  | 18:30 | Cucine Lube Civitanova | 3:1 (25:22, 25:21, 17:25, 25:18 Raport) | BCC Castellana Grotte | 2573   | Fabio Balaso |

| Data        | Godz. | Gospodarz                            | Rezultat                         | Gość                   | Widzów | MVP               |
| ----------- | ----- | ------------------------------------ | -------------------------------- | ---------------------- | ------ | ----------------- |
| 13. kolejka |       |                                      |                                  |                        |        |                   |
| 23.12.2018  | 18:00 | Tonno Callipo Calabria Vibo Valentia | 0:3 (14:25, 23:25, 19:25 Raport) | Cucine Lube Civitanova | 1300   | Osmany Juantorena |

| Data        | Godz. | Gospodarz              | Rezultat                         | Gość         | Widzów | MVP                  |
| ----------- | ----- | ---------------------- | -------------------------------- | ------------ | ------ | -------------------- |
| 14. kolejka |       |                        |                                  |              |        |                      |
| 26.12.2018  | 18:00 | Cucine Lube Civitanova | 3:0 (25:17, 25:23, 25:15 Raport) | Kioene Padwa | 3104   | Joandry Leal Hidalgo |

| Data        | Godz. | Gospodarz      | Rezultat                         | Gość                   | Widzów | MVP           |
| ----------- | ----- | -------------- | -------------------------------- | ---------------------- | ------ | ------------- |
| 15. kolejka |       |                |                                  |                        |        |               |
| 30.12.2018  | 18:00 | Consar Rawenna | 0:3 (16:25, 18:25, 20:25 Raport) | Cucine Lube Civitanova | 2751   | Bruno Rezende |

| Data        | Godz. | Gospodarz              | Rezultat                                       | Gość              | Widzów | MVP            |
| ----------- | ----- | ---------------------- | ---------------------------------------------- | ----------------- | ------ | -------------- |
| 16. kolejka |       |                        |                                                |                   |        |                |
| 06.01.2019  | 18:15 | Cucine Lube Civitanova | 3:2 (23:25, 26:24, 23:25, 25:19, 15:12 Raport) | Calzedonia Werona | 3067   | Cwetan Sokołow |

| Data        | Godz. | Gospodarz                | Rezultat                                | Gość                   | Widzów | MVP              |
| ----------- | ----- | ------------------------ | --------------------------------------- | ---------------------- | ------ | ---------------- |
| 17. kolejka |       |                          |                                         |                        |        |                  |
| 12.01.2019  | 18:00 | Sir Safety Conad Perugia | 3:1 (25:23, 26:24, 18:25, 25:15 Raport) | Cucine Lube Civitanova | 4196   | Luciano De Cecco |

| Data        | Godz. | Gospodarz     | Rezultat                                | Gość                   | Widzów | MVP            |
| ----------- | ----- | ------------- | --------------------------------------- | ---------------------- | ------ | -------------- |
| 18. kolejka |       |               |                                         |                        |        |                |
| 20.01.2019  | 18:00 | Itas Trentino | 1:3 (20:25, 25:23, 22:25, 20:25 Raport) | Cucine Lube Civitanova | 4270   | Cwetan Sokołow |

| Data        | Godz. | Gospodarz              | Rezultat                         | Gość              | Widzów | MVP              |
| ----------- | ----- | ---------------------- | -------------------------------- | ----------------- | ------ | ---------------- |
| 19. kolejka |       |                        |                                  |                   |        |                  |
| 27.01.2019  | 18:00 | Cucine Lube Civitanova | 3:0 (25:21, 25:16, 25:18 Raport) | Vero Volley Monza | 2869   | Dragan Stanković |

| Data        | Godz. | Gospodarz                               | Rezultat                         | Gość                   | Widzów | MVP          |
| ----------- | ----- | --------------------------------------- | -------------------------------- | ---------------------- | ------ | ------------ |
| 20. kolejka |       |                                         |                                  |                        |        |              |
| 03.02.2019  | 18:00 | Globo Banca Popolare del Frusinate Sora | 0:3 (20:25, 21:25, 22:25 Raport) | Cucine Lube Civitanova | 1158   | Joandry Leal |

| Data        | Godz. | Gospodarz              | Rezultat                         | Gość                    | Widzów | MVP            |
| ----------- | ----- | ---------------------- | -------------------------------- | ----------------------- | ------ | -------------- |
| 21. kolejka |       |                        |                                  |                         |        |                |
| 17.02.2019  | 20:30 | Cucine Lube Civitanova | 3:0 (25:17, 25:14, 25:19 Raport) | Azimut Leo Shoes Modena | 4501   | Cwetan Sokołow |

| Data        | Godz. | Gospodarz         | Rezultat                                | Gość                   | Widzów | MVP           |
| ----------- | ----- | ----------------- | --------------------------------------- | ---------------------- | ------ | ------------- |
| 22. kolejka |       |                   |                                         |                        |        |               |
| 24.02.2019  | 18:00 | Emma Villas Siena | 1:3 (13:25, 20:25, 28:26, 21:25 Raport) | Cucine Lube Civitanova | 2085   | Bruno Rezende |

| Data        | Godz. | Gospodarz         | Rezultat                         | Gość                   | Widzów | MVP                  |
| ----------- | ----- | ----------------- | -------------------------------- | ---------------------- | ------ | -------------------- |
| 23. kolejka |       |                   |                                  |                        |        |                      |
| 03.03.2019  | 18:00 | Top Volley Latina | 0:3 (14:25, 15:25, 18:25 Raport) | Cucine Lube Civitanova | 1924   | Joandry Leal Hidalgo |

| Data        | Godz. | Gospodarz              | Rezultat                                | Gość                    | Widzów | MVP           |
| ----------- | ----- | ---------------------- | --------------------------------------- | ----------------------- | ------ | ------------- |
| 24. kolejka |       |                        |                                         |                         |        |               |
| 09.03.2019  | 18:00 | Cucine Lube Civitanova | 3:1 (25:23, 23:25, 27:25, 25:21 Raport) | Revivre Axopower Milano | 3064   | Bruno Rezende |

| Data        | Godz. | Gospodarz             | Rezultat                         | Gość                   | Widzów | MVP            |
| ----------- | ----- | --------------------- | -------------------------------- | ---------------------- | ------ | -------------- |
| 25. kolejka |       |                       |                                  |                        |        |                |
| 17.03.2019  | 18:00 | BCC Castellana Grotte | 0:3 (24:26, 19:25, 16:25 Raport) | Cucine Lube Civitanova |        | Cwetan Sokołow |

| Data        | Godz. | Gospodarz              | Rezultat                         | Gość                                 | Widzów | MVP            |
| ----------- | ----- | ---------------------- | -------------------------------- | ------------------------------------ | ------ | -------------- |
| 26. kolejka |       |                        |                                  |                                      |        |                |
| 24.03.2019  | 18:00 | Cucine Lube Civitanova | 3:0 (28:26, 25:22, 25:15 Raport) | Tonno Callipo Calabria Vibo Valentia | 3072   | Jacopo Massari |

#### Tabela
| Lp. | Drużyna                                 | Pkt | Mecze | Mecze | Mecze | Rodzaj wyniku | Rodzaj wyniku | Rodzaj wyniku | Rodzaj wyniku | Rodzaj wyniku | Rodzaj wyniku | Sety | Sety | Sety  | Małe punkty | Małe punkty | Małe punkty |
| Lp. | Drużyna                                 | Pkt | M     | W     | P     | 3:0           | 3:1           | 3:2           | 2:3           | 1:3           | 0:3           | wyg. | prz. | stos. | zdob.       | str.        | stos.       |
| --- | --------------------------------------- | --- | ----- | ----- | ----- | ------------- | ------------- | ------------- | ------------- | ------------- | ------------- | ---- | ---- | ----- | ----------- | ----------- | ----------- |
| 1   | Sir Safety Conad Perugia                | 67  | 26    | 22    | 4     | 14            | 7             | 1             | 2             | 1             | 1             | 71   | 21   | 3.38  | 2214        | 1886        | 1.17        |
| 2   | Itas Trentino                           | 66  | 26    | 22    | 4     | 13            | 7             | 2             | 2             | 2             | 0             | 72   | 23   | 3.13  | 2270        | 1978        | 1.15        |
| 3   | Cucine Lube Civitanova                  | 65  | 26    | 23    | 3     | 13            | 6             | 4             | 0             | 1             | 2             | 70   | 23   | 3.04  | 2216        | 1922        | 1.15        |
| 4   | Azimut Leo Shoes Modena                 | 49  | 26    | 18    | 8     | 9             | 3             | 6             | 1             | 4             | 3             | 60   | 39   | 1.54  | 2305        | 2151        | 1.07        |
| 5   | Revivre Axopower Milano                 | 49  | 26    | 17    | 9     | 5             | 7             | 5             | 3             | 2             | 4             | 59   | 44   | 1.34  | 2286        | 2257        | 1.01        |
| 6   | Calzedonia Werona                       | 44  | 26    | 15    | 11    | 5             | 6             | 4             | 3             | 4             | 4             | 55   | 47   | 1.17  | 2283        | 2283        | 1           |
| 7   | Kioene Padwa                            | 40  | 26    | 14    | 12    | 5             | 6             | 3             | 1             | 5             | 6             | 49   | 48   | 1.02  | 2200        | 2178        | 1.01        |
| 8   | Gi Group Monza                          | 39  | 26    | 13    | 13    | 2             | 8             | 3             | 3             | 5             | 5             | 50   | 53   | 0.94  | 2305        | 2310        | 1           |
| 9   | Globo Banca Popolare del Frusinate Sora | 28  | 26    | 9     | 17    | 2             | 4             | 3             | 4             | 6             | 7             | 41   | 61   | 0.67  | 2193        | 2321        | 0.94        |
| 10  | Bunge Rawenna                           | 27  | 26    | 9     | 17    | 3             | 3             | 3             | 3             | 5             | 9             | 38   | 60   | 0.63  | 2134        | 2229        | 0.96        |
| 11  | Taiwan Excellence Latina                | 25  | 26    | 9     | 17    | 1             | 4             | 4             | 2             | 5             | 10            | 36   | 63   | 0.57  | 2153        | 2326        | 0.93        |
| 12  | Tonno Callipo Calabria Vibo Valentia    | 20  | 26    | 6     | 20    | 1             | 3             | 2             | 4             | 5             | 11            | 31   | 67   | 0.46  | 2089        | 2338        | 0.89        |
| 13  | Emma Villas Siena                       | 17  | 26    | 3     | 23    | 0             | 1             | 2             | 10            | 10            | 3             | 39   | 74   | 0.53  | 2438        | 2632        | 0.93        |
| 14  | BCC Castellana Grotte                   | 10  | 26    | 2     | 24    | 0             | 0             | 2             | 6             | 10            | 8             | 28   | 76   | 0.37  | 2189        | 2464        | 0.89        |

Źródło: http://www.legavolley.it (wł.)
Punktacja: 3:0 i 3:1 – 3 pkt; 3:2 – 2 pkt; 2:3 – 1 pkt; 1:3 i 0:3 – 0 pkt
Zasady ustalania kolejności: 1. liczba punktów; 2. liczba zwycięstw; 3. stosunek setów; 4. stosunek małych punktów; 5. bilans w bezpośrednich meczach
     faza play-off
     faza play-out

## Faza play-off

### Drabinka
|  |              |                          |              |                         |              |              |              |                          |                          |           |           |           |           |           |           |           |  |  |        |        |        |        |        |        |        |
|  | Ćwierćfinały | Ćwierćfinały             | Ćwierćfinały | Ćwierćfinały            | Ćwierćfinały | Ćwierćfinały | Ćwierćfinały |                          |                          | Półfinały | Półfinały | Półfinały | Półfinały | Półfinały | Półfinały | Półfinały |  |  | Finały | Finały | Finały | Finały | Finały | Finały | Finały |
|  | Ćwierćfinały | Ćwierćfinały             | Ćwierćfinały | Ćwierćfinały            | Ćwierćfinały | Ćwierćfinały | Ćwierćfinały |                          |                          | Półfinały | Półfinały | Półfinały | Półfinały | Półfinały | Półfinały | Półfinały |  |  | Finały | Finały | Finały | Finały | Finały | Finały | Finały |
|  |              |                          |              |                         |              |              |              |                          |                          |           |           |           |           |           |           |           |  |  |        |        |        |        |        |        |        |
|  |              |                          |              |                         |              |              |              |                          |                          |           |           |           |           |           |           |           |  |  |        |        |        |        |        |        |        |
|  | 1            | Sir Safety Conad Perugia | 3            | 2                       | 3            |              |              |                          |                          |           |           |           |           |           |           |           |  |  |        |        |        |        |        |        |        |
|  | 1            | Sir Safety Conad Perugia | 3            | 2                       | 3            |              |              |                          |                          |           |           |           |           |           |           |           |  |  |        |        |        |        |        |        |        |
|  | 8            | Gi Group Monza           | 0            | 3                       | 0            |              |              |                          |                          |           |           |           |           |           |           |           |  |  |        |        |        |        |        |        |        |
|  | 8            | Gi Group Monza           | 0            | 3                       | 0            |              |              | 1                        | Sir Safety Conad Perugia | 3         | 2         | 3         | 0         | 3         |           |           |  |  |        |        |        |        |        |        |        |
|  |              |                          |              |                         |              |              |              | 1                        | Sir Safety Conad Perugia | 3         | 2         | 3         | 0         | 3         |           |           |  |  |        |        |        |        |        |        |        |
|  |              |                          | 4            | Azimut Leo Shoes Modena | 1            | 3            | 1            | 3                        | 2                        |           |           |           |           |           |           |           |  |  |        |        |        |        |        |        |        |
|  | 4            | Azimut Leo Shoes Modena  | 4            | Azimut Leo Shoes Modena | 1            | 3            | 1            | 3                        | 2                        | 3         | 3         |           |           |           |           |           |  |  |        |        |        |        |        |        |        |
|  | 4            | Azimut Leo Shoes Modena  |              |                         |              |              |              |                          |                          |           |           |           |           |           |           |           |  |  |        |        |        |        |        |        |        |
|  | 5            | Revivre Axopower Milano  | 0            | 1                       |              |              |              |                          |                          |           |           |           |           |           |           |           |  |  |        |        |        |        |        |        |        |
|  | 5            | Revivre Axopower Milano  | 0            | 1                       |              |              | 1            | Sir Safety Conad Perugia | 3                        | 1         | 3         | 0         | 2         |           |           |           |  |  |        |        |        |        |        |        |        |
|  |              |                          |              |                         |              |              |              |                          |                          |           |           |           |           |           |           |           |  |  |        |        |        |        |        |        |        |
|  |              |                          | 3            | Cucine Lube Civitanova  | 0            | 3            | 0            | 3                        | 3                        |           |           |           |           |           |           |           |  |  |        |        |        |        |        |        |        |
|  | 2            | Itas Trentino            | 3            | Cucine Lube Civitanova  | 0            | 3            | 0            | 3                        | 3                        | 3         | 0         | 3         |           |           |           |           |  |  |        |        |        |        |        |        |        |
|  | 2            | Itas Trentino            |              |                         |              |              |              |                          |                          |           |           | 3         |           |           |           |           |  |  |        |        |        |        |        |        |        |
|  | 7            | Kioene Padwa             | 0            | 3                       | 0            |              |              |                          |                          |           |           |           |           |           |           |           |  |  |        |        |        |        |        |        |        |
|  | 7            | Kioene Padwa             | 0            | 3                       | 0            |              |              | 2                        | Itas Trentino            | 2         | 1         | 3         | 0         |           |           |           |  |  |        |        |        |        |        |        |        |
|  |              |                          |              |                         |              |              |              | 2                        | Itas Trentino            | 2         | 1         | 3         | 0         |           |           |           |  |  |        |        |        |        |        |        |        |
|  |              |                          | 3            | Cucine Lube Civitanova  | 3            | 3            | 2            | 3                        |                          |           |           |           |           |           |           |           |  |  |        |        |        |        |        |        |        |
|  | 3            | Cucine Lube Civitanova   | 3            | Cucine Lube Civitanova  | 3            | 3            | 2            | 3                        | 3                        | 3         |           |           |           |           |           |           |  |  |        |        |        |        |        |        |        |
|  | 3            | Cucine Lube Civitanova   |              |                         |              |              |              |                          |                          |           |           |           |           |           |           |           |  |  |        |        |        |        |        |        |        |
|  | 6            | Calzedonia Werona        | 2            | 1                       |              |              |              |                          |                          |           |           |           |           |           |           |           |  |  |        |        |        |        |        |        |        |
|  | 6            | Calzedonia Werona        | 2            | 1                       |              |              |              |                          |                          |           |           |           |           |           |           |           |  |  |        |        |        |        |        |        |        |

### Ćwierćfinał
(do 2 zwycięstw)
| Data       | Godz. | Gospodarz              | Rezultat                                       | Gość                   | Widzów | MVP                    |
| ---------- | ----- | ---------------------- | ---------------------------------------------- | ---------------------- | ------ | ---------------------- |
| 31.03.2019 | 18:00 | Cucine Lube Civitanova | 3:2 (32:30, 25:20, 22:25, 23:25, 18:16 Raport) | Calzedonia Werona      | 2946   | Joandry Leal Hidalgo   |
| 07.04.2019 | 18:00 | Calzedonia Werona      | 1:3 (20:25, 23:25, 25:21, 17:25 Raport)        | Cucine Lube Civitanova | 3995   | Roberlandy Simón Aties |

### Półfinał
(do 3 zwycięstw)
| Data       | Godz. | Gospodarz              | Rezultat                                       | Gość                   | Widzów | MVP                  |
| ---------- | ----- | ---------------------- | ---------------------------------------------- | ---------------------- | ------ | -------------------- |
| 16.04.2019 | 20:30 | Itas Trentino          | 2:3 (25:20, 23:25, 25:19, 26:28, 19:21 Raport) | Cucine Lube Civitanova | 2601   | Bruno Rezende        |
| 19.04.2019 | 20:30 | Cucine Lube Civitanova | 3:1 (16:25, 25:18, 25:23, 25:13 Raport)        | Itas Trentino          | 3851   | Joandry Leal Hidalgo |
| 22.04.2019 | 18:00 | Itas Trentino          | 3:2 (23:25, 25:22, 24:26, 25:23, 16:14 Raport) | Cucine Lube Civitanova | 3642   | Uroš Kovačević       |
| 25.04.2019 | 18:00 | Cucine Lube Civitanova | 3:0 (25:21, 25:19, 31:29 Raport)               | Itas Trentino          | 4040   | Osmany Juantorena    |

### Finał
(do 3 zwycięstw)
| Data       | Godz. | Gospodarz                | Rezultat                                       | Gość                     | Widzów | MVP                  |
| ---------- | ----- | ------------------------ | ---------------------------------------------- | ------------------------ | ------ | -------------------- |
| 01.05.2019 | 20:30 | Sir Safety Conad Perugia | 3:0 (25:13, 25:18, 25:18 Raport)               | Cucine Lube Civitanova   | 4224   | Luciano De Cecco     |
| 05.05.2019 | 18:00 | Cucine Lube Civitanova   | 3:1 (25:19, 22:25, 25:22, 25:19 Raport)        | Sir Safety Conad Perugia | 4312   | Joandry Leal Hidalgo |
| 08.05.2019 | 20:30 | Sir Safety Conad Perugia | 3:0 (25:17, 25:20, 25:18 Raport)               | Cucine Lube Civitanova   | 4008   | Wilfredo León        |
| 11.05.2019 | 18:00 | Cucine Lube Civitanova   | 3:0 (25:20, 25:21, 25:19 Raport)               | Sir Safety Conad Perugia | 4304   | Osmany Juantorena    |
| 14.05.2019 | 20:30 | Sir Safety Conad Perugia | 2:3 (25:22, 25:21, 12:25, 21:25, 10:15 Raport) | Cucine Lube Civitanova   | 4028   | Osmany Juantorena    |

#### Klasyfikacja
| Lp. | Drużyna                                 |
| --- | --------------------------------------- |
| 1.  | Cucine Lube Civitanova                  |
| 2.  | Sir Safety Conad Perugia                |
| 3.  | Itas Trentino                           |
| 4.  | Azimut Leo Shoes Modena                 |
| 5.  | Revivre Axopower Milano                 |
| 6.  | Calzedonia Werona                       |
| 7.  | Kioene Padwa                            |
| 8.  | Vero Volley Monza                       |
| 9.  | Globo Banca Popolare del Frusinate Sora |
| 10. | Consar Rawenna                          |
| 11. | Top Volley Latina                       |
| 12. | Tonno Callipo Calabria Vibo Valentia    |
| 13. | Emma Villas Siena                       |
| 14. | BCC Castellana Grotte                   |

Pomeczowe nagrody MVP sezonu ligowego Serie A 2018/2019
| Lp. | Zawodnik               | Ilość |
| --- | ---------------------- | ----- |
| 1   | Osmany Juantorena      | 9     |
| 2   | Joandry Leal Hidalgo   | 7     |
| 3   | Bruno Rezende          | 5     |
| 4   | Cwetan Sokołow         | 5     |
| 6   | Dragan Stanković       | 1     |
| 7   | Jacopo Massari         | 1     |
| 8   | Roberlandy Simón Aties | 1     |

### Superpuchar Włoch[3]

#### Półfinał
| Data       | Drużyna 1              | Wynik | Drużyna 2               | Sety                              |
| ---------- | ---------------------- | ----- | ----------------------- | --------------------------------- |
| 06.10.2018 | Cucine Lube Civitanova | 2:3   | Azimut Leo Shoes Modena | 26:28, 28:26, 25:22, 19:25, 13:15 |

#### Mecz o 3. miejsce
| Data       | Drużyna 1                | Wynik | Drużyna 2              | Sety                       |
| ---------- | ------------------------ | ----- | ---------------------- | -------------------------- |
| 07.10.2018 | Sir Safety Conad Perugia | 1:3   | Cucine Lube Civitanova | 25:16, 21:25, 23:25, 23:25 |

### Puchar Włoch[4]

#### Ćwierćfinał
| Data       | Drużyna 1              | Wynik | Drużyna 2         | Sety                              |
| ---------- | ---------------------- | ----- | ----------------- | --------------------------------- |
| 24.01.2019 | Cucine Lube Civitanova | 3:2   | Vero Volley Monza | 25:21, 25:15, 20:25, 23:25, 19:17 |

#### Półfinał
| Data       | Drużyna 1     | Wynik | Drużyna 2              | Sety                              |
| ---------- | ------------- | ----- | ---------------------- | --------------------------------- |
| 09.02.2019 | Itas Trentino | 2:3   | Cucine Lube Civitanova | 20:25, 25:21, 19:25, 25:15, 10:15 |

#### Finał
| Data       | Drużyna 1                | Wynik | Drużyna 2              | Sety                              |
| ---------- | ------------------------ | ----- | ---------------------- | --------------------------------- |
| 10.02.2019 | Sir Safety Conad Perugia | 3:2   | Cucine Lube Civitanova | 21:25, 21:25, 26:24, 25:23, 15:13 |

### Klubowe Mistrzostwa Świata[5]

#### Grupa A
Tabela
| Lp. | Drużyna                | Pkt | Mecze | Mecze   | Mecze   | Sety | Sety | Sety  | Małe punkty | Małe punkty | Małe punkty |
| Lp. | Drużyna                | Pkt | M     | W (3:2) | P (2:3) | wyg. | prz. | ratio | zdob.       | str.        | ratio       |
| --- | ---------------------- | --- | ----- | ------- | ------- | ---- | ---- | ----- | ----------- | ----------- | ----------- |
| 1   | Cucine Lube Civitanova | 8   | 3     | 3 (1)   | 0 (0)   | 9    | 3    | 3.000 | 287         | 259         | 1.108       |
| 2   | Fakieł Nowy Urengoj    | 4   | 3     | 2 (2)   | 1 (0)   | 6    | 7    | 0.857 | 292         | 306         | 0.954       |
| 3   | Zenit Kazań            | 5   | 3     | 1 (0)   | 2 (2)   | 7    | 7    | 1.000 | 318         | 314         | 1.013       |
| 4   | PGE Skra Bełchatów     | 1   | 3     | 0 (0)   | 3 (1)   | 4    | 9    | 0.444 | 303         | 321         | 0.944       |

Źródło: 
Punktacja: 3:0 i 3:1 – 3 pkt; 3:2 – 2 pkt; 2:3 – 1 pkt; 1:3 i 0:3 – 0 pkt
Zasady ustalania kolejności: 1. liczba zwycięstw; 2. liczba punktów; 3. stosunek setów; 4. stosunek małych punktów; 5. bilans w bezpośrednich meczach
Wyniki
| Data       | Godz. | Drużyna 1              | Wynik | Drużyna 2              | 1     | 2     | 3     | 4     | 5     | Widzów | * |
| ---------- | ----- | ---------------------- | ----- | ---------------------- | ----- | ----- | ----- | ----- | ----- | ------ | - |
| 26.11.2018 | 17:30 | PGE Skra Bełchatów     | 1:3   | Cucine Lube Civitanova | 21:25 | 25:22 | 21:25 | 25:27 |       | 2074   | 1 |
|            |       |                        |       |                        |       |       |       |       |       |        |   |
| 27.11.2018 | 17:30 | Cucine Lube Civitanova | 3:2   | Zenit Kazań            | 20:25 | 25:22 | 24:26 | 25:23 | 19:17 | 1311   | 3 |
|            |       |                        |       |                        |       |       |       |       |       |        |   |
| 29.11.2018 | 17:30 | Fakieł Nowy Urengoj    | 0:3   | Cucine Lube Civitanova | 17:25 | 18:25 | 19:25 |       |       | 1547   | 5 |

## Faza finałowa
|  |                        |                        |                 |                     |   |                        |                        |       |
|  | Półfinały              | Półfinały              | Półfinały       |                     |   | Finał                  | Finał                  | Finał |
|  | Półfinały              | Półfinały              | Półfinały       |                     |   | Finał                  | Finał                  | Finał |
|  | 01.12 – Częstochowa    |                        |                 |                     |   |                        |                        |       |
|  |                        |                        |                 |                     |   |                        |                        |       |
|  | Cucine Lube Civitanova | Cucine Lube Civitanova | 3               |                     |   |                        |                        |       |
|  | Cucine Lube Civitanova | Cucine Lube Civitanova | 3               | 02.12 – Częstochowa |   |                        |                        |       |
|  | Asseco Resovia Rzeszów | Asseco Resovia Rzeszów | 1               |                     |   |                        |                        |       |
|  | Asseco Resovia Rzeszów | Asseco Resovia Rzeszów | 1               |                     |   | Cucine Lube Civitanova | Cucine Lube Civitanova | 1     |
|  | 01.12 – Częstochowa    |                        |                 |                     |   | Cucine Lube Civitanova | Cucine Lube Civitanova | 1     |
|  |                        |                        | Trentino Volley | Trentino Volley     | 3 |                        |                        |       |
|  | Fakieł Nowy Urengoj    | Fakieł Nowy Urengoj    | Trentino Volley | Trentino Volley     | 3 | 1                      |                        |       |
|  | Fakieł Nowy Urengoj    | Fakieł Nowy Urengoj    |                 |                     |   |                        |                        |       |
|  | Trentino Volley        | Trentino Volley        | 3               |                     |   |                        |                        |       |
|  | Trentino Volley        | Trentino Volley        | 3               | Mecz o 3. miejsce   |   |                        |                        |       |
|  |                        |                        |                 |                     |   |                        |                        |       |
|  | 02.12 – Częstochowa    |                        |                 |                     |   |                        |                        |       |
|  |                        |                        |                 |                     |   |                        |                        |       |
|  | Asseco Resovia Rzeszów | Asseco Resovia Rzeszów | 1               |                     |   |                        |                        |       |
|  | Asseco Resovia Rzeszów | Asseco Resovia Rzeszów | 1               |                     |   |                        |                        |       |
|  | Fakieł Nowy Urengoj    | Fakieł Nowy Urengoj    | 3               |                     |   |                        |                        |       |
|  | Fakieł Nowy Urengoj    | Fakieł Nowy Urengoj    | 3               |                     |   |                        |                        |       |

### Półfinały
| Data       | Godz. | Drużyna 1              | Wynik | Drużyna 2              | 1     | 2     | 3     | 4     | 5 | Widzów | *  |
| ---------- | ----- | ---------------------- | ----- | ---------------------- | ----- | ----- | ----- | ----- | - | ------ | -- |
| 01.12.2018 | 17:30 | Cucine Lube Civitanova | 3:1   | Asseco Resovia Rzeszów | 29:31 | 25:19 | 25:14 | 25:23 |   | 3409   | 25 |

### Finał
| Data       | Godz. | Drużyna 1              | Wynik | Drużyna 2       | 1     | 2     | 3     | 4     | 5 | Widzów | *  |
| ---------- | ----- | ---------------------- | ----- | --------------- | ----- | ----- | ----- | ----- | - | ------ | -- |
| 02.12.2018 | 20:30 | Cucine Lube Civitanova | 1:3   | Trentino Volley | 20:25 | 25:22 | 20:25 | 18:25 |   | 5623   | 31 |

### Nagrody indywidualne
| Najlepszy zawodnik (MVP)      | Najlepszy atakujący                     | Najlepsi środkowi                                                                         | Najlepsi przyjmujący                                                | Najlepszy libero                  | Najlepszy rozgrywający           |
| ----------------------------- | --------------------------------------- | ----------------------------------------------------------------------------------------- | ------------------------------------------------------------------- | --------------------------------- | -------------------------------- |
| Aaron Russell (Itas Trentino) | Cwetan Sokołow (Cucine Lube Civitanova) | Roberlandy Simón Aties (Cucine Lube Civitanova) Dragan Stanković (Cucine Lube Civitanova) | Uroš Kovačević (Itas Trentino) Dmitrij Wołkow (Fakieł Nowy Urengoj) | Jenia Grebennikov (Itas Trentino) | Simone Giannelli (Itas Trentino) |

## Klasyfikacja końcowa
| Miejsce | Drużyna                |
| ------- | ---------------------- |
| złoto   | Trentino Volley        |
| srebro  | Cucine Lube Civitanova |
| brąz    | Fakieł Nowy Urengoj    |
| 4.      | Asseco Resovia Rzeszów |
| 5.      | Zenit Kazań            |
| 5.      | Sada Cruzeiro          |
| 7.      | PGE Skra Bełchatów     |
| 7.      | Khatam Ardakan         |

### Liga Mistrzów[6]

#### Grupa B
Tabela
| Lp. | Drużyna                 | Pkt | Mecze | Mecze   | Mecze   | Sety | Sety | Sety  | Małe punkty | Małe punkty | Małe punkty |
| Lp. | Drużyna                 | Pkt | M     | W (3:2) | P (2:3) | wyg. | prz. | ratio | zdob.       | str.        | ratio       |
| --- | ----------------------- | --- | ----- | ------- | ------- | ---- | ---- | ----- | ----------- | ----------- | ----------- |
| 1   | Cucine Lube Civitanova  | 17  | 6     | 6 (1)   | 0 (0)   | 18   | 3    | 6.000 | 524         | 435         | 1.205       |
| 2   | ZAKSA Kędzierzyn-Koźle  | 10  | 6     | 3 (0)   | 3 (1)   | 12   | 10   | 1.200 | 511         | 490         | 1.043       |
| 3   | Azimut Leo Shoes Modena | 9   | 6     | 3 (0)   | 3 (0)   | 11   | 10   | 1.100 | 510         | 495         | 1.030       |
| 4   | VK ČEZ Karlovarsko      | 0   | 6     | 0 (0)   | 6 (0)   | 0    | 18   | 0.000 | 326         | 451         | 0.723       |

Źródło: cev.eu
Punktacja: 3:0 i 3:1 – 3 pkt; 3:2 – 2 pkt; 2:3 – 1 pkt; 1:3 i 0:3 – 0 pkt
Zasady ustalania kolejności: 1. liczba punktów; 2. stosunek setów; 3. stosunek małych punktów; 4. bilans w bezpośrednich meczach
Wyniki spotkań
| Data       | Godz. | Drużyna 1               | Wynik | Drużyna 2               | 1     | 2     | 3     | 4     | 5     | Widzów | * |
| ---------- | ----- | ----------------------- | ----- | ----------------------- | ----- | ----- | ----- | ----- | ----- | ------ | - |
| 22.11.2018 | 20:30 | Cucine Lube Civitanova  | 3:0   | Azimut Leo Shoes Modena | 25:22 | 30:28 | 25:22 |       |       | 4100   | 1 |
|            |       |                         |       |                         |       |       |       |       |       |        |   |
| 19.12.2018 | 18:00 | VK ČEZ Karlovarsko      | 0:3   | Cucine Lube Civitanova  | 16:25 | 18:25 | 14:25 |       |       | 3108   | 2 |
|            |       |                         |       |                         |       |       |       |       |       |        |   |
| 15.01.2019 | 20:30 | ZAKSA Kędzierzyn-Koźle  | 0:3   | Cucine Lube Civitanova  | 19:25 | 17:25 | 19:25 |       |       | 8700   | 3 |
|            |       |                         |       |                         |       |       |       |       |       |        |   |
| 31.01.2019 | 20:30 | Cucine Lube Civitanova  | 3:0   | VK ČEZ Karlovarsko      | 25:16 | 25:18 | 25:14 |       |       | 3279   | 4 |
|            |       |                         |       |                         |       |       |       |       |       |        |   |
| 13.02.2019 | 20:30 | Azimut Leo Shoes Modena | 1:3   | Cucine Lube Civitanova  | 27:25 | 26:28 | 23:25 | 21:25 |       | 4550   | 5 |
|            |       |                         |       |                         |       |       |       |       |       |        |   |
| 27.02.2019 | 20:30 | Cucine Lube Civitanova  | 3:2   | ZAKSA Kędzierzyn-Koźle  | 20:25 | 22:25 | 34:32 | 25:21 | 15:12 | 2900   | 6 |

### Ćwierćfinał
| Data       | Godz. | Drużyna 1     | Wynik | Drużyna 2              | 1     | 2     | 3     | 4     | 5     | Widzów | * |
| ---------- | ----- | ------------- | ----- | ---------------------- | ----- | ----- | ----- | ----- | ----- | ------ | - |
| 12.03.2019 | 19:00 | Dinamo Moskwa | 2:3   | Cucine Lube Civitanova | 10:25 | 25:23 | 25:23 | 18:25 | 13:15 | 3700   | 7 |
| 21.03.2019 | 20:30 | Dinamo Moskwa | 0:3   | Cucine Lube Civitanova | 16:25 | 21:25 | 21:25 |       |       | 3345   | 8 |

### Półfinał
| Data       | Godz. | Drużyna 1          | Wynik | Drużyna 2              | 1     | 2     | 3     | 4 | 5 | Widzów | *  |
| ---------- | ----- | ------------------ | ----- | ---------------------- | ----- | ----- | ----- | - | - | ------ | -- |
| 03.04.2019 | 18:00 | PGE Skra Bełchatów | 0:3   | Cucine Lube Civitanova | 14:25 | 20:25 | 23:25 |   |   | 10456  | 9  |
| 10.04.2019 | 20:30 | PGE Skra Bełchatów | 0:3   | Cucine Lube Civitanova | 15:25 | 20:25 | 25:27 |   |   | 3037   | 10 |

### Finał
| Data       | Godz. | Drużyna 1   | Wynik | Drużyna 2              | 1     | 2     | 3     | 4     | 5 | Widzów | *  |
| ---------- | ----- | ----------- | ----- | ---------------------- | ----- | ----- | ----- | ----- | - | ------ | -- |
| 18.05.2019 | 19:00 | Zenit Kazań | 1:3   | Cucine Lube Civitanova | 25:16 | 15:25 | 12:25 | 19:25 |   | 9200   | 73 |

### Nagrody indywidualne
| Najlepszy zawodnik (MVP)                 |
| ---------------------------------------- |
| Osmany Juantorena Cucine Lube Civitanova |

### Cała drużyna
| Nr    | Zawodnik               | Roz. mecze | Roz. sety | PUNKTY | ZAGRYWKA | ZAGRYWKA | ZAGRYWKA | ZAGRYWKA | PRZYJĘCIE | PRZYJĘCIE | PRZYJĘCIE | PRZYJĘCIE | PRZYJĘCIE | ATAK | ATAK | ATAK | ATAK | ATAK  | BLOK | BLOK |
| Nr    | Zawodnik               | Roz. mecze | Roz. sety | Suma   | Suma     | ZP       | SP       | ANS      | Suma      | SP        | NEG       | BDB       | %perf     | Suma | SP   | AZ   | ZPA  | %perf | ZP   | BNS  |
| ----- | ---------------------- | ---------- | --------- | ------ | -------- | -------- | -------- | -------- | --------- | --------- | --------- | --------- | --------- | ---- | ---- | ---- | ---- | ----- | ---- | ---- |
| 1     | Cwetan Sokołow         | 37         | 136       | 549    | 417      | 41       | 138      | 0,30     | 22        | 6         | 7         | 5         | 22,7%     | 837  | 92   | 85   | 449  | 53,6% | 59   | 0,43 |
| 2     | Jiří Kovář             | 21         | 58        | 46     | 62       | 5        | 15       | 0,09     | 138       | 21        | 49        | 42        | 30,4%     | 56   | 5    | 3    | 31   | 55,4% | 10   | 0,17 |
| 3     | Stijn D’Hulst          | 32         | 66        | 4      | 63       | 3        | 3        | 0,05     | 2         | 1         | 1         |           | -         | 1    |      |      | 1    | 100%  |      | -    |
| 4     | Andrea Marchisio       | 4          | 6         |        |          |          |          |          | 11        |           | 4         | 4         | 36,4%     |      |      |      |      | -     |      | -    |
| 5     | Osmany Juantorena      | 33         | 125       | 493    | 550      | 45       | 71       | 0,36     | 656       | 74        | 254       | 159       | 24,2%     | 768  | 44   | 60   | 414  | 53,9% | 34   | 0,27 |
| 6     | Jacopo Massari         | 22         | 43        | 23     | 27       | 3        | 1        | 0,07     | 80        | 10        | 30        | 19        | 23,7%     | 36   |      | 4    | 18   | 50%   | 2    | 0,05 |
| 7     | Dragan Stanković       | 21         | 53        | 82     | 132      | 5        | 26       | 0,09     | 5         |           | 1         | 4         | 80%       | 97   | 6    | 9    | 54   | 55,7% | 23   | 0,43 |
| 8     | Enrico Diamantini      | 23         | 50        | 59     | 136      | 7        | 17       | 0,14     | 7         | 1         | 1         | 4         | 57,1%     | 63   | 5    | 5    | 34   | 54%   | 18   | 0,36 |
| 9     | Joandry Leal Hidalgo   | 36         | 131       | 484    | 480      | 45       | 98       | 0,34     | 690       | 71        | 361       | 108       | 15,7%     | 788  | 48   | 61   | 400  | 50,8% | 39   | 0,30 |
| 10    | Brenden Sander         | 2          | 2         | 2      | 1        |          |          | -        | 1         |           | 1         |           | -         | 4    | 1    |      | 2    | 50%   |      | -    |
| 11    | Diego Cantagalli       | 32         | 76        | 2      |          | 2        |          | -        |           |           |           |           | -         | 11   | 3    | 2    | 4    | 36,4% | 4    | 0,05 |
| 12    | Enrico Cester          | 33         | 104       | 133    | 362      | 20       | 61       | 0,19     | 11        |           |           | 3         | 27,3%     | 144  | 11   | 9    | 78   | 54,2% | 35   | 0,34 |
| 13    | Roberlandy Simón Aties | 31         | 108       | 293    | 390      | 46       | 106      | 0,43     | 21        | 3         | 4         | 7         | 33,3%     | 299  | 21   | 14   | 189  | 63,2% | 58   | 0,54 |
| 14    | Bruno Rezende          | 37         | 137       | 96     | 560      | 33       | 51       | 0,24     | 6         |           | 6         |           | -         | 47   |      | 2    | 34   | 72,3% | 29   | 0,21 |
| 17    | Fabio Balaso           | 36         | 134       |        |          |          |          | -        | 638       | 62        | 261       | 178       | 27,1%     |      |      |      |      | -     |      | -    |
| Razem | Razem                  | 37         | 137       | 2272   | 3182     | 253      | 589      | 1,85     | 2308      | 249       | 980       | 533       | 23,1%     | 3151 | 240  | 250  | 1708 | 54,2% | 311  | 2,27 |

### Ranking najlepiej atakujących
| Poz. | Zawodnik                | Specjalność | Drużyna                                 | Roz. mecze (sety) | Ataków punktowych |
| ---- | ----------------------- | ----------- | --------------------------------------- | ----------------- | ----------------- |
| 1    | Wilfredo León           | przyjmujący | Sir Safety Conad Perugia                | 39 (139)          | 536               |
| 2    | Dušan Petković          | atakujący   | Globo Banca Popolare del Frusinate Sora | 26 (102)          | 525               |
| 3    | Aleksandar Atanasijević | atakujący   | Sir Safety Conad Perugia                | 38 (138)          | 503               |
| 6    | Cwetan Sokołow          | atakujący   | Cucine Lube Civitanova                  | 37 (136)          | 449               |
| 10   | Osmany Juantorena       | przyjmujący | Cucine Lube Civitanova                  | 34 (125)          | 414               |
| 11   | Joandry Leal Hidalgo    | przyjmujący | Cucine Lube Civitanova                  | 37 (131)          | 400               |
| 39   | Roberlandy Simón Aties  | środkowy    | Cucine Lube Civitanova                  | 37 (108)          | 189               |
| 73   | Enrico Cester           | środkowy    | Cucine Lube Civitanova                  | 37 (104)          | 78                |
| 87   | Dragan Stanković        | środkowy    | Cucine Lube Civitanova                  | 36 (53)           | 54                |
| 99   | Enrico Diamantini       | środkowy    | Cucine Lube Civitanova                  | 37 (50)           | 34                |

### Ranking najlepiej blokujących
| Poz. | Zawodnik               | Specjalność  | Drużyna                  | Roz. mecze (sety) | Bloków punktowych | Średnio na set |
| ---- | ---------------------- | ------------ | ------------------------ | ----------------- | ----------------- | -------------- |
| 1    | Wiktor Josifow         | środkowy     | Vero Volley Monza        | 28 (104)          | 80                | 0,77           |
| 2    | Sebastián Solé         | środkowy     | Calzedonia Werona        | 28 (111)          | 79                | 0,71           |
| 3    | Marko Podraščanin      | środkowy     | Sir Safety Conad Perugia | 39 (139)          | 71                | 0,51           |
| 6    | Cwetan Sokołow         | atakujący    | Cucine Lube Civitanova   | 37 (136)          | 59                | 0,43           |
| 7    | Roberlandy Simón Aties | środkowy     | Cucine Lube Civitanova   | 37 (108)          | 58                | 0,54           |
| 27   | Joandry Leal Hidalgo   | przyjmujący  | Cucine Lube Civitanova   | 37 (131)          | 39                | 0,30           |
| 31   | Enrico Cester          | środkowy     | Cucine Lube Civitanova   | 37 (104)          | 35                | 0,34           |
| 32   | Osmany Juantorena      | przyjmujący  | Cucine Lube Civitanova   | 34 (125)          | 34                | 0,27           |
| 48   | Bruno Rezende          | rozgrywający | Cucine Lube Civitanova   | 37 (137)          | 29                | 0,21           |
| 61   | Dragan Stanković       | środkowy     | Cucine Lube Civitanova   | 36 (53)           | 23                | 0,43           |
| 80   | Enrico Diamantini      | środkowy     | Cucine Lube Civitanova   | 37 (50)           | 18                | 0,36           |
| 97   | Jiří Kovář             | przyjmujący  | Cucine Lube Civitanova   | 22 (58)           | 10                | 0,17           |

### Ranking najlepiej przyjmujących
| Poz. | Zawodnik                       | Specjalność | Drużyna                                 | Roz. mecze (sety) | Perfekcyjne przyjęcie | Liczba przyjęć zagrywki |
| ---- | ------------------------------ | ----------- | --------------------------------------- | ----------------- | --------------------- | ----------------------- |
| 1    | Jenia Grebennikov              | libero      | Itas Trentino                           | 33 (121)          | 34,6%                 | 216                     |
| 2    | Salvatore Rossini              | libero      | Azimut Leo Shoes Modena                 | 33 (126)          | 32,7%                 | 194                     |
| 3    | João Rafael de Barros Ferreira | przyjmujący | Globo Banca Popolare del Frusinate Sora | 26 (102)          | 27,9                  | 190                     |
| 6    | Fabio Balaso                   | libero      | Cucine Lube Civitanova                  | 37 (134)          | 27,1%                 | 178                     |
| 12   | Osmany Juantorena              | przyjmujący | Cucine Lube Civitanova                  | 34 (125)          | 24,2%                 | 159                     |
| 35   | Joandry Leal Hidalgo           | przyjmujący | Cucine Lube Civitanova                  | 37 (131)          | 15,7%                 | 108                     |
| 49   | Jiří Kovář                     | przyjmujący | Cucine Lube Civitanova                  | 22 (58)           | 30,4%                 | 42                      |
| 62   | Jacopo Massari                 | przyjmujący | Cucine Lube Civitanova                  | 37 (43)           | 23,7%                 | 19                      |

### Ranking najlepiej punktujących
| Poz. | Zawodnik                | Specjalność | Drużyna                                 | Roz. mecze (sety) | Zdobytych punktów | Średnio na mecz |
| ---- | ----------------------- | ----------- | --------------------------------------- | ----------------- | ----------------- | --------------- |
| 1    | Wilfredo León           | przyjmujący | Sir Safety Conad Perugia                | 39 (139)          | 702               | 5,05            |
| 2    | Aleksandar Atanasijević | atakujący   | Sir Safety Conad Perugia                | 38 (138)          | 615               | 4,46            |
| 3    | Dušan Petković          | atakujący   | Globo Banca Popolare del Frusinate Sora | 26 (102)          | 590               | 5,78            |
| 5    | Cwetan Sokołow          | atakujący   | Cucine Lube Civitanova                  | 37 (136)          | 549               | 4,04            |
| 10   | Osmany Juantorena       | przyjmujący | Cucine Lube Civitanova                  | 34 (125)          | 493               | 3,94            |
| 11   | Joandry Leal Hidalgo    | przyjmujący | Cucine Lube Civitanova                  | 37 (131)          | 484               | 3,69            |
| 33   | Roberlandy Simón Aties  | środkowy    | Cucine Lube Civitanova                  | 37 (108)          | 293               | 2,71            |
| 67   | Enrico Cester           | środkowy    | Cucine Lube Civitanova                  | 37 (104)          | 133               | 1,28            |

### Ranking najlepiej zagrywających
| Poz. | Zawodnik                | Specjalność  | Drużyna                  | Roz. mecze (sety) | Zagrywek punktowych | Średnio na set |
| ---- | ----------------------- | ------------ | ------------------------ | ----------------- | ------------------- | -------------- |
| 1    | Wilfredo León           | przyjmujący  | Sir Safety Conad Perugia | 39 (139)          | 133                 | 0,96           |
| 2    | Aleksandar Atanasijević | atakujący    | Sir Safety Conad Perugia | 38 (138)          | 81                  | 0,59           |
| 3    | Ołeh Płotnycki          | przyjmujący  | Vero Volley Monza        | 25 (88)           | 57                  | 0,65           |
| 7    | Roberlandy Simón Aties  | środkowy     | Cucine Lube Civitanova   | 37 (108)          | 46                  | 0,43           |
| 8    | Osmany Juantorena       | przyjmujący  | Cucine Lube Civitanova   | 34 (125)          | 45                  | 0,36           |
| 8    | Joandry Leal Hidalgo    | przyjmujący  | Cucine Lube Civitanova   | 37 (131)          | 45                  | 0,34           |
| 12   | Cwetan Sokołow          | atakujący    | Cucine Lube Civitanova   | 37 (136)          | 41                  | 0,30           |
| 21   | Bruno Rezende           | rozgrywający | Cucine Lube Civitanova   | 37 (137)          | 33                  | 0,24           |
| 42   | Enrico Cester           | środkowy     | Cucine Lube Civitanova   | 37 (104)          | 20                  | 0,19           |
| 92   | Enrico Diamantini       | środkowy     | Cucine Lube Civitanova   | 37 (50)           | 7                   | 0,14           |